# As-Sulh
As-Sulh, As-Solh – wpływowa rodzina sunnicka z Libanu, spowinowacona z królewskimi rodami w Maroku i Arabii Saudyjskiej. As-Sulhowie wywodzą się z Sajdy, a następnie osiedlili się w Bejrucie. 

## Znani członkowie
- Sami as-Sulh (1890–1968) – libański polityk, wielokrotny premier Libanu w latach 1942–1958
- Rijad as-Sulh (1894–1951) – libański polityk, pierwszy premier niepodległego Libanu
- Taki ad-Din as-Sulh (1908–1988) – libański polityk, dwukrotny premier Libanu (1973–1974, 1980)
- Raszid as-Sulh (1926–2014) – libański polityk, dwukrotny premier Libanu (1974–1975, 1992)
- Leila as-Sulh Hamade (ur. 1946) – minister przemysłu w rządzie Umara Karamiego
- Lamija as-Sulh – żona Maulaja Abd Allaha, brata króla Maroka, Hasana II
- Mona as-Sulh – żona saudyjskiego księcia Talala ibn Abdul Aziza Al Sauda, matka Al-Walida ibn Talala